# Edelsa
Edelsa celým jménem Edelsa Grupo Didascalia S.A., je španělské jazykové nakladatelství zabývající se tvorbou metodik (učebnic) a jazykových materiálů pro studenty, kteří studují španělštinu jako druhý jazyk. V Česku je Edelsa známá nejvíc díky svým učebnicím „Ven“ a „Nuevo Ven“, které původně dovážela distributorská firma Mega Books Int., a pak pracovní sešity vydalo v české verzi nakladatelství Fraus.

## Historie
Edelsa byla založena v červnu roku 1986 a ze začátku se hlavně zabývala materiály pro studium francouzštiny jako cizího jazyka. V roce 1988 koupila nakladatelství Edi 6 i s jeho projektem: „Español como Lengua Extranjera (E/L.E.)“. Od této chvíle se začíná přednostně zaměřovat na španělštinu jako cizí jazyk a vydává řadu materiálů. Od učebnic počínaje, přes cvičebnice, gramatiky, slovníky a didaktickými materiály konče. V roce 1995 byla koupena francouzským nakladatelstvím Hachette-Livre ze skupiny Grupo de Comunicaciones Lagardère. V současnosti je jedním z největších nakladatelství tohoto typu ve Španělsku a stejně jako SGEL a jiní má řadu zástupců po celém světě.

## Materiály

### Učebnice
- Para Empezar/Esto funciona
- Ven

Učebnice Ven se v Česku poprvé objevila v roce 1994, i když se na ní pracovalo již od konce 80. let. Učebnice i s pracovním sešitem, který byl přeložen do češtiny, byla v Česku spoluvydána nakladatelstvím Fraus a tato třídílná kniha se brzy stala nejrozšířenější učebnicí španělštiny v České republice. Nedávno byla ovšem učebnice ztažena z trhu, protože jí nahradila učebnice nová: Nuevo Ven.
- Nuevo Ven

Nuevo Ven je pokračování oblíbené série učebnice Ven. Jedná se vlastně o upravenou a rozšířenou verzi původní učebnice. Stejně jako původní Ven i Nuevo Ven byl po svém uvedení na trh zaveden na řadě školách.
- ECO
- La Pandilla
- Los Trotamundos
- Chicos Chicas
- Primer Plano
- Planet@
- Puesta a Punto
- Punto Final
- Para Empezar/Esto funciona
- ¿A que no sabes…?

### Mluvnice
- Diccionario práctico de gramática. 800 fichas de uso correcto de espaňol.
- Compendio gramatical
- Uso de la gramática espaňola Junior
- Uso de la gramática espaňola
- Gramática comunicativa
- Curso Práctico de Gramática

### Lektorovaná literatura
- kolekce "Un paseo por la historia"
- kolekce "Para que leas"
- kolekce "Lecturas clásicas graduadas"

### Reálie
- España, siglo XXI
- Guía de usos y costumbres de España
- Hablar por los codos

## Prezentace
- Internet
- Katalogy
- Zástupci